# Azymuth
Gli Azymuth sono un trio di jazz funk brasiliano formatosi negli anni settanta. Il gruppo si è autodefinito come una formazione di samba doido (ovvero "folle samba"). Le principali etichette discografiche per le quali ha inciso sono la Milestone e la Far Out.
Il loro brano del 1979 Jazz Carnival raggiunse il 19º posto nella Official Singles Chart. In Italia divenne la sigla di testa del programma televisivo Mixer (Rai 2).

## Formazione

### Membri attuali
- Alex Malheiros - basso
- Fernando Moraes - tastiera

### Ex membri
- José Roberto Bertrami - tastiera
- Ivan Conti - percussioni

## Discografia
- O Fabuloso Fittipaldi (1973)
- Linha Do Horizonte (1975)
- Azimuth EP (1976)
- Águia Não Come Mosca (1977)
- Light as a Feather (1979)
- Outubro (1980)
- Cascades (1982)
- Telecommunication (1982)
- Rapid Transit (1983)
- Flame (1984)
- Spectrum (1985)
- Tightrope Walker (1986)
- Crazy Rhythm (1987)
- Carioca ([1987)
- Tudo Bem (1989)
- Curumim (1990)
- Volta a Turma (1995)
- Carnival (1997)
- Misturada 2 (1997)
- Woodland Warrior (1998)
- Misturada 3 (1999)
- Live at the Copacabana Palace (1999)
- Pieces of Ipanema (1999)
- Before We Forget (2000)
- Partido Novo (2002)
- Live (2003)
- Brazilian Soul (2004)
- Jazz Carnival (2006)
- Azymuth (2007)
- Butterfly (2008)
- Aurora (2011)
- Fênix  (2016)
- 2019: Demos (1973-1975), Vol. 1 & 2 (Far Out) (2019)
- 2020: Azymuth JID004 (Jazz Is Dead) with Adrian Younge and Ali Shaheed Muhammad (2020)